# Obélisque de la Caisse de Madrid
L'obélisque de la Caisse de Madrid (en espagnol : Obelisco de la Caja), également appelé obélisque de Calatrava, est un monument de la ville de Madrid, capitale de l'Espagne.

## Situation
L'obélisque s'élève au centre de la place de Castille, à la limite des arrondissements de Chamartin et de Tetuán.

## Origine
Pour commémorer son tricentenaire en 2002, la Caisse de Madrid confie à l'architecte Santiago Calatrava Valls la réalisation d'un monument. Le projet initial prévoit une œuvre de 120 mètres de hauteur, idée finalement abandonnée en raison du poids excessif qu'un tel monument ferait peser sur le sous-sol de la place, parcouru par de nombreux tunnels.
En 2007, l'entreprise Acciona est chargée de l'exécution des travaux, qu'elle entame en juillet de l'année suivante après avoir retiré la fontaine qui se trouvait sur place. Après de nombreux retards, l'obélisque, offert par son commanditaire à la ville de Madrid, est inauguré le 23 décembre 2009 par le roi Juan Carlos.

## Caractéristiques
Appelé improprement « obélisque », le monument se présente sous la forme d'un cylindre effilé de 92 mètres de haut. Son noyau interne est constitué d'un fût métallique de 2 mètres de diamètre qui repose sur un trépied dont chacune des pattes pèse 50 tonnes. Le fût est recouvert de 462 plaques et 462 lames de bronze de 7,70 mètres de longueur chacune.

## Sources
- (es) «El Obelisco de Caja Madrid será el centro del Manhattan de Madrid», Revista de Arte, 21 décembre 2008.